# Dong Fangzhuo
Dong Fangzhuo (chinesisch 董方卓, Pinyin Dǒng Fāngzhuó) (* 23. Januar 1985 in Dalian) ist ein ehemaliger chinesischer Fußballspieler.

## Karriere
Der Stürmer begann seine professionelle Fußballerkarriere 2002 bei Dalian Saidelong. Den ersten großen Auftritt feierte Dong 2000. Er war einer der besten Spieler bei einem U-17-Turnier in seiner Heimatstadt Dalian. Den ersten Profivertrag unterschrieb er dann 2002 bei Dalian Saidelong. Nach starken Auftritten in der U-23-Auswahl Chinas und bei seinem neuen Verein Dalian Shide wechselte er 2003 zu Manchester United nach Europa. Die Ablösesumme betrug ca. 500.000 Pfund. Nach der Vertragsunterzeichnung war es schwer für Dong, bei ManUtd zu spielen. Er bekam keine Arbeitserlaubnis, deshalb wurde der Chinese zu Royal Antwerpen nach Belgien verliehen. Am Anfang der Saison 2005/06 wurde er von Man United kurzfristig zurückgeholt, um die Mannen aus Manchester auf ihrer Asien-Tour zu begleiten. Dort gab er auch sein inoffizielles Debüt für ManUtd. Er wurde gegen eine Hongkong-Auswahl eingesetzt. Nach dieser Asien-Reise spielte Dong wieder für Royal Antwerpen. Ab der Saison 2006/07 wurde ihm eine Arbeitserlaubnis erteilt. Sein Pflichtspieldebüt hatte Dong am 9. Mai 2007 im Spiel gegen Chelsea. Er war einige Male Ersatz in der Champions League. International spielte der Asiate 2005 bei der U-20-WM in den Niederlanden für sein Heimatland China. Dong kam dort auf drei Einsätze. Bisher spielte Dong dreizehn Mal im chinesischen Nationalteam und erzielte zwei Tore.
Manchester United löste den Vertrag mit Dong in beidseitigem Einverständnis am 28. August 2008 auf. Seitdem spielte Dong in seiner Heimat bei Dalian Haichang. Am 23. Februar 2010 unterschrieb er einen 1,5-Jahres-Vertrag bei Legia Warschau. Allerdings konnte er die Erwartungen nicht erfüllen und sein Vertrag wurde am 1. August 2010 aufgelöst. Daraufhin unterschrieb er einen Vertrag beim portugiesischen Erstligisten Portimonense SC. Jedoch kam er in Portugal auch nur auf drei Ligaspiele und wechselte 2011 nach Armenien zu MIKA Aschtarak.

## Erfolge
- 1× Chinesischer Supercupsieger mit Dalian Shide (2003)
- 1× Torschützenkönig der 2. Belgischen Liga (2006)
- 1× Armenischer Pokalsieger (2011)